# Frédéric Payraudeau
Frédéric Payraudeau est un égyptologue français né en 1974.

## Biographie
Frédéric Payraudeau est né à Nantes en 1974, il a grandi à Cholet, dans le Maine-et-Loire. Intéressé par l'égyptologie, il se perfectionne aux techniques de l’archéologie en participant à des fouilles à l’abbaye de Fontevraud, près de Saumur.

### Études
Frédéric Payraudeau a obtenu une licence d’Histoire à l'université Paris-Sorbonne en 1996, puis une maîtrise d'égyptologie en 1997, suivi d'un CAPES d'Histoire-Géographie en 1998 et un Diplôme d'études approfondies en 2001. En 2004, il soutient une thèse de doctorat d’égyptologie sur « L’administration thébaine : la société et le pouvoir, du début de la XXIIe dynastie jusqu'à la conquête éthiopienne » avec Nicolas Grimal, directeur de thèse.

### Fonctions
Frédéric Payraudeau est, en 2001, membre de la Mission archéologique française de Saqqâra (UMR 8167) et en 2007, membre de la mission de l'IFAO à Karnak, pour l'étude des chapelles et des bâtiments attenants en briques crues, sous la direction de Laurent Coulon.
En 2008, il est participant aux travaux de la mission égypto-polonaise de Deir el-Bahari.
De 2013 à 2025, il a été maître de conférences à Sorbonne-Université. En 2025, il est nommé Professeur sur une chaire d'archéologie et d'histoire de l'art de l'Égypte pharaonique à Sorbonne- Université. 
En 2021, il est directeur du programme « Paléographie hiéroglyphique » de l'IFAO.
Depuis 2023, il est directeur de la Mission française des fouilles de Tanis.
Il a été commissaire de l’exposition « Secrets de Momies » à Jublains (Mayenne) en 2011 et  « conseiller scientifique » de l'exposition Servir les dieux d'Égypte au Musée de Grenoble, d'octobre 2018 à janvier 2019.
Frédéric Payraudeau est vice-président de la Société française d'égyptologie depuis 2021.
Ses travaux sur les objets funéraires de la Troisième Période intermédiaire l'amènent en 2024 à identifier le sarcophage de granit de Ramsès II,.

## Thèses
Frédéric Payraudeau est l'auteur d'une thèse, dirige actuellement cinq thèses, a été rapporteur pour une thèse et a été membre de jury pour quatre thèses.

## Publications
- Frédéric Payraudeau, Pierre Tallet, Claire Somaglino et Chloé Ragazzoli, L'Égypte pharaonique : Histoire, société, culture, Armand Colin, 504 p. (ISBN 2200635273).
- Frédéric Payraudeau, « La monarchie pharaonique à l’épreuve des guerres dynastiques : La Guerre civile, sous la direction de Jean Baechler », L'Homme et la Guerre, Hermann,‎ 2018, p. 31 à 43 (lire en ligne).
- Frédéric Payraudeau, Le règne de Takélot III et les débuts de la domination Koushite, GM, 2004 (lire en ligne), chap. 198, p. 79-90.
- Frédéric Payraudeau, Secrets de momies : pratiques funéraires et visions de l'Au-delà en Égypte ancienne, Catalogue de l'exposition du musée archéologique de Jublains (juin-décembre 2011).
- Frédéric Payraudeau, Administration, société et pouvoir à Thèbes sous la XXIIe dynastie bubastite, Le Caire, IFAO, coll. « Bibliothèque d’étude », juillet 2014, 752 p., chap. 160.
- Frédéric Payraudeau, « Retour sur la succession Shabaqo-Shabataqo », Nehet, Revue numérique d'Égyptologie, vol. 1,‎ 2014, p. 115-127.
- Frédéric Payraudeau, « La Troisième Période intermédiaire. Histoire et société », Égypte, Afrique et Orient, no 80,‎ avril 2016.
- Frédéric Payraudeau, « Varia tanitica I. Vestiges royaux », BIFAO, no 116,‎ 2017.
- Florence Gombert-Meurice et Frédéric Payraudeau (exposition : musée de Grenoble, 2018-2019), Servir les dieux d'Égypte : Divines adoratrices, chanteuses et prêtres d'Amon à Thèbes, Paris/impr. en Slovénie, Somogy éditions d'art, Musée de Grenoble, 2018, 415 p., 29 cm (ISBN 978-2-7572-1480-0).
- (en) Frédéric Payraudeau et Laurent Coulon, « The Osirian Chapels at Karnak: An Historical and Art Historical Overview Based on Recent Fieldwork and Studies », Thebes in the First Millennium B.C.: Art and Archaeology of the Kushite Period and Beyond, Londres, GHP Egyptology,‎ 2018, p. 271-293.
- Pierre Tallet, Frédéric Payraudeau, Chloé Ragazolli et Claire Somaglino, L’Égypte pharaonique : Histoire, société, culture, Paris, Armand Colin, 2019, 475 p. (ISBN 978-2-200-61753-0).
- Frédéric Payraudeau, « Varia tanitica II. Une nouvelle fille-épouse de Ramsès II », BIFAO, no 120,‎ 2020.
- Frédéric Payraudeau, L'Égypte et la vallée du Nil, vol. III : Le premier millénaire avant J.-C., Paris, PUF, coll. « Nouvelle Clio », 2020, 624 p., 15,1 × 21,8 × 3,3 cm (ISBN 978-2-13-059136-8)Version arabe : مصر الفرعونية. التاريخ والمجتمع والثقافة, éditeur IFAO, collection Bibliothèque générale, avril 2024.
- Frédéric Payraudeau et Raphaële Meffre, « Les affaires de famille des grands prêtres d’Amon Chéchonq, Youwelot et Smendès. À propos du scarabée Louvre E3369 », Orientalia Lovaniensia Analecta, Peeters,‎ 2022, p. 23-35 (ISBN 9789042948723).
- Frédéric Payraudeau, Giuseppina Lenzo et Raphaële Meffre, La tombe memphite du prince héritier Chéchonq et son mobilier funéraire, IFAO, coll. « Mémoires publiés par les membres de l’Institut français d’archéologie orientale », mars 2023, 24 × 32 cm (ISBN 9782724709643, ISSN 0257-411X).

Contribution dans le Bulletin de la société française d'égyptologie
- Frédéric Payraudeau, « Contribution à l'étude de la diffusion des livres de l'Au-delà aux particuliers : trois scènes du Livre du Jour et du Livre de la Nuit sur un ensemble funéraire de la XXIIe dynastie », Bulletin de la société française d'égyptologie, nos 195/196,‎ juin/octobre 2016.
- Frédéric Payraudeau et Raphaële Meffre en collaboration avec Giuseppina Lenzo, « Un nouveau projet de publication sur l'époque libyenne : la tombe du prince Chéchonq, grand prêtre de Ptah », Bulletin de la société française d'égyptologie, no 197,‎ février/juin 2017.
- Frédéric Payraudeau et Raphaële Meffre, « Enquête épigraphique, stylistique et historique sur les blocs du lac sacré de Mout à Tanis : commentaires à propos d'un ouvrage récemment paru », Bulletin de la société française d'égyptologie, no 199,‎ mars/juin 2018.
- Frédéric Payraudeau, « Un dévot de Mout « salvatrice » au service d'Amon », Bulletin de la société française d'égyptologie, no 204,‎ 2021.

Contributions dans la Revue d'égyptologie
- Frédéric Payraudeau, « La désignation du gouverneur de Thèbes aux époques libyenne et éthiopienne », Revue d'égyptologie, no 54,‎ 2003, p. 131-153.
- Frédéric Payraudeau, « Nespanetjerendjérê, trésorier des rois libyens (Statue Caire JE 37323) », Revue d'égyptologie, no 55,‎ 2004, p. 81-93.
- Frédéric Payraudeau, « La statue Caire CG 717 et la famille de Ânkhpakhéred fils de Pashedmout », Revue d'égyptologie, no 56,‎ 2005, p. 203-207.
- Frédéric Payraudeau, « Une nouvelle mention du vizir Nakhtefmout sur une statue-cube naophore (Caire JE 37851) », Revue d'égyptologie, no 57,‎ 2006, p. 249-254.
- Frédéric Payraudeau, « Un témoignage du quatrième prophète d'Amon Nakhtefmout (A) sous le règne de Takélot II », Revue d'égyptologie, no 59,‎ 2008, p. 394-399.
- Frédéric Payraudeau, « Un socle de triade de Takélot II (Caire JE 25672) », Revue d'égyptologie, no 61,‎ 2010, p. 201-207.
- Frédéric Payraudeau, « Généalogie et mémoire familiale à la Troisième Période intermédiaire : le cas de la statue Caire JE 37880 (Planche I/Planches coul. 6-7) », Revue d'égyptologie, no 64,‎ 2013, p. 63-92.
- Laurent Coulon et Frédéric Payraudeau, « Une princesse saïte à Thèbes sous la XXVe dynastie ? », Revue d'égyptologie, no 66,‎ 2015, p. 21-32.
- Frédéric Payraudeau, « Trois nouveaux fragments des annales sacerdotales de Karnak », Revue d'égyptologie, no 68,‎ 2017-2018, p. 241-246.